# ألندييت
ألندييت هو معدن أكسيدي لفلزي السكانديوم والزركونيوم صيغته Sc4Zr3O12.
اكتشف هذا المعدن لأول مرة سنة 2007 بكميات صغيرة داخل تضمينات بلورية في نيزك أليندي، ولذلك تنسب التسمية إليه.